# Ächtungstext

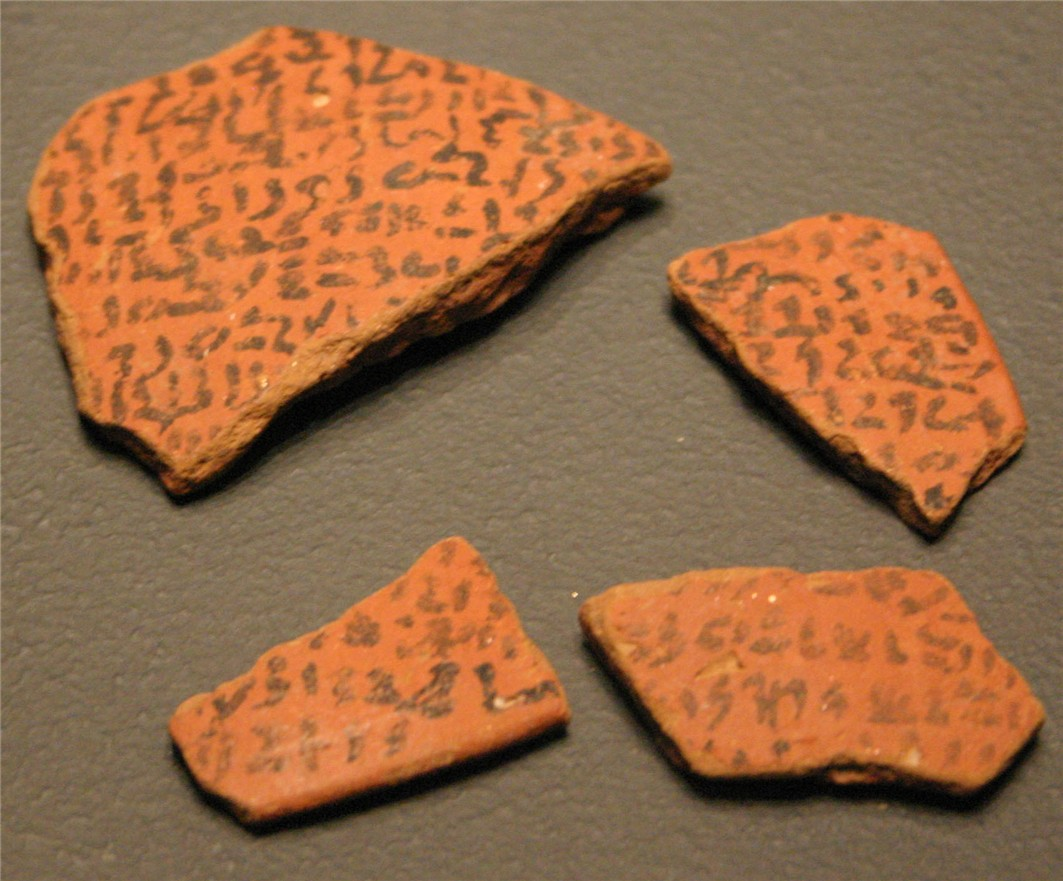
Ächtungstexte auf Scherben, Ende Mittleres Reich bis Anfang 2. Zwischenzeit, Herkunft unbekannt

Als Ächtungstexte bezeichnet man hieratische bzw. hieroglyphische Beschriftungen auf altägyptischen Tongefäßen und Tonfiguren, die teils mit einzelnen, teils mit zu Listen zusammengefassten Namen verfeindeter Personen, Städte und Länder beschriftet wurden, um diese rituell zu entmachten. Auf diese Weise stellen sie gleichzeitig eine wichtige Quelle zu den politischen und sprachlichen Verhältnissen in Palästina und Nubien dar.

## Herkunft
Die Ächtungstexte stammen aus dem Alten und Mittleren Reich, einzelne auch aus der Zeit danach. Unklar ist, in wessen Auftrag die Ächtungstexte hergestellt wurden. Da es sich jedoch um Texte, die gegen Feinde gerichtet sind handelt, dürften hauptsächlich Militärs in Frage kommen.

## Fundorte

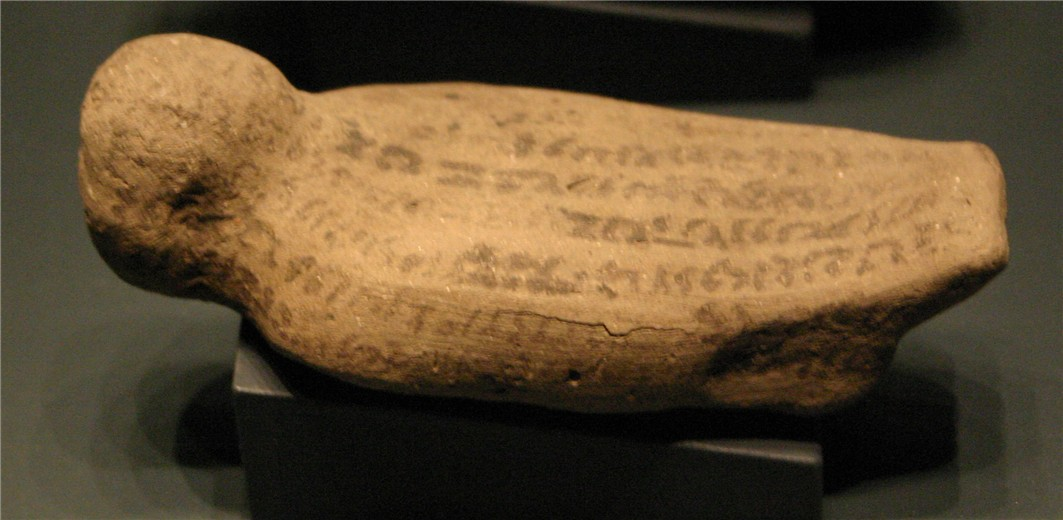
Ächtungstext auf einer Tonfigur, Mittleres Reich, Herkunft Sakkara

Die ältesten Ächtungstexte wurden in mehreren Tongefäßen an vier Stellen in der Umgebung der Cheops-Pyramide bei Gizeh gefunden und stammen aus der 6. Dynastie (ca. 2347–2216 v. Chr.). Sie enthalten zahlreiche ägyptische und nubische Personennamen sowie einige auch sonst bekannte nubische Völkernamen.
Eine weitere Gruppe von Ächtungstexten stammt aus der früheren 12. Dynastie (ca. 1938–1759 v. Chr.) und ist auf Tongefäße geschrieben; eine etwas jüngere Gruppe ist auf Tonfigürchen geschrieben, weitere Ächtungstexte des Mittleren Reiches stammen aus Mirgissa. Die Texte aus dem Mittleren Reich nennen nubische Fürsten, kanaanäische Städte mit ihren Fürsten, darunter Jerusalem, sowie ägyptische Verstorbene.